# Luca di Montezemolo

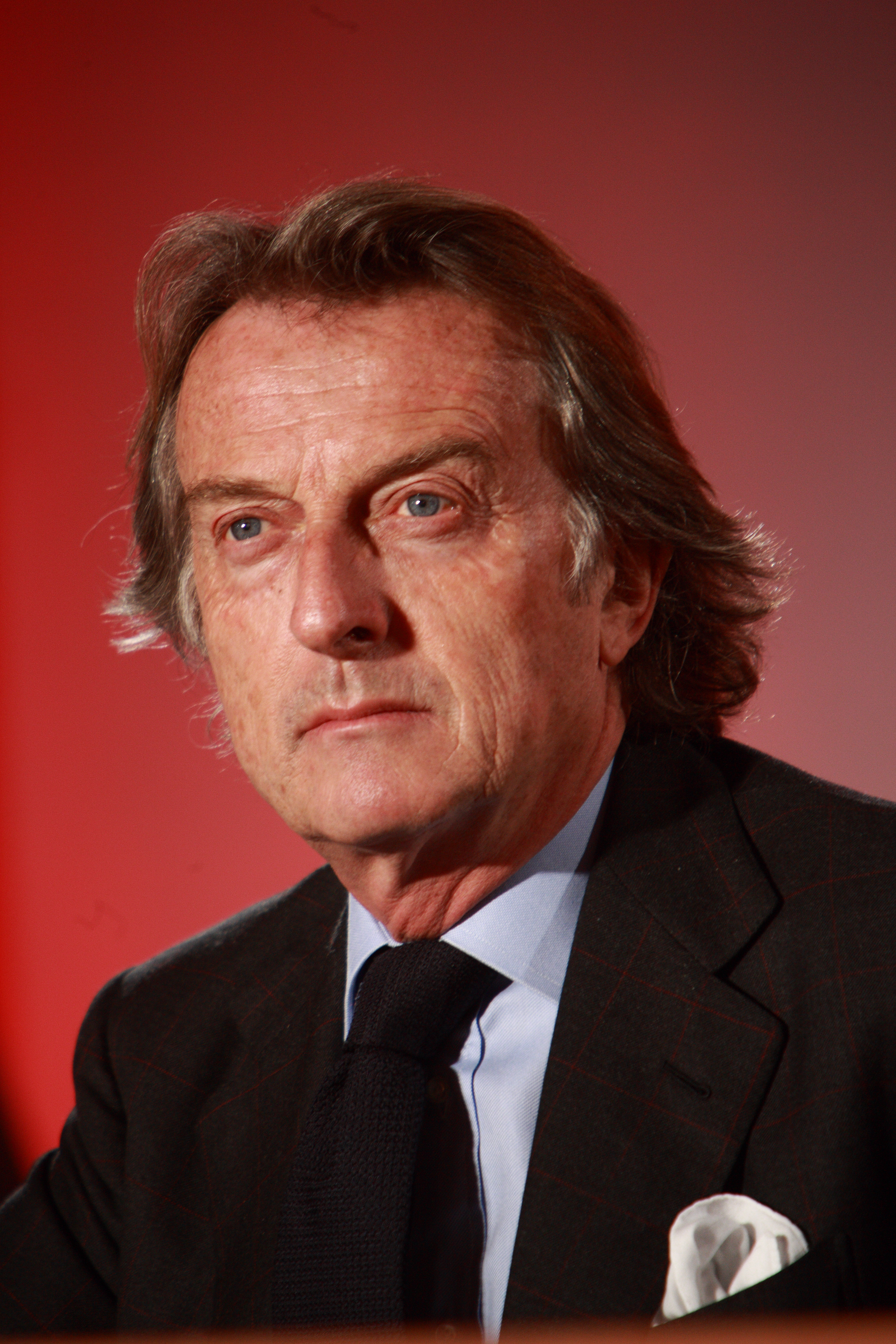
Luca di Montezemolo

Luca Cordero di Montezemolo (Bologna, 31 augustus 1947) is een Italiaans zakenman met een geschat vermogen van ongeveer 400 miljoen euro. Di Montezemolo was president-directeur van de autofabrikanten FIAT en Ferrari. Hij is familie van kardinaal Andrea Cordero Lanza di Montezemolo.

## Biografie
Montezemolo studeerde rechten aan de Università degli Studi di Roma "La Sapienza" in Rome en behaalde in 1971 de graad van meester in de rechten. Daarnaast studeerde hij ook nog Internationale Handel in 1973 aan Columbia University in New York. In 1971 kwam hij terecht bij FIAT en twee jaar later, in 1973, plaatste FIAT hem over naar Ferrari als assistent van Enzo Ferrari. In 1974 werd hij manager bij Scuderia Ferrari en 1 jaar later kreeg hij de controle over alle race activiteiten van FIAT.

In 1991, 3 jaar na de dood van Enzo Ferrari, maakte bestuursvoorzitter Gianni Agnelli Montezemolo president van Ferrari, dat sinds de dood van Enzo Ferrari met problemen kampte. Montezemolo wilde Ferrari erbovenop brengen en stelde als doel dat oude tijden in de Formule 1 moesten herleven, zodoende wilde hij dat Ferrari weer het constructeurskampioenschap in de Formule 1 zou winnen. Tijdens de jaren 90 haalde hij Ferrari uit de schulden en zorgde ervoor dat ze weer winst maakten. Ook blies hij het Formule 1-team van Ferrari, Scuderia Ferrari, nieuw leven in door belangrijke mensen aan te trekken. Zo contracteerde hij Jean Todt, Ross Brawn en Michael Schumacher. Met deze sleutelfiguren won hij 8 keer het kampioenschap voor de constructeurs en 6 keer het kampioenschap voor coureurs.
Op 13 oktober 2014 legde Di Montezemolo zijn functie bij Ferrari neer op last van de hoogste baas van FIAT. Dit heeft te maken met het feit dat het Formule 1-team al enkele jaren (sinds 2008) geen constructeurskampioenschap meer heeft gewonnen in de Formule 1. Tevens is er een meningsverschil over de productieaantallen van straatauto's. Di Montezemolo pleitte voor exclusiviteit en wilde de productie tot 7000 auto's per jaar behouden. FIAT-baas Sergio Marchionne wenst echter een hoger productieaantal zodat er meer verdiensten zijn.
Per 1 januari 2015 is hij benoemd tot president-commissaris bij de Italiaanse luchtvaartmaatschappij Alitalia.

- Bibliothèque nationale de France: cb16542035t (data)
- Gemeinsame Normdatei: 132679361
- International Standard Name Identifier: 0000 0000 7877 5464
- Library of Congress Control Number: n2001110420
- Istituto Centrale per il Catalogo Unico: UBOV497940
- Système universitaire de documentation: 061283991
- Virtual International Authority File: 48579242
- WorldCat: E39PBJw8YBfWgQ3GFvt8cFfQbd